# Вид I Франкопан
Вид I Франкопан (умро после 1197) је био крчки кнез из породице Франкопана.

## Биографија
Вид је био син Дујма I, родоначелника Франкопана. У изворима се помиње између 1163. и 1197. године. Владао је, након очеве смрти, заједно са братом Бартолом I острвом Крк. Власт су браћа примила 23. августа 1163. године уз обавезу плаћања годишњег трибута Млетачкој републици. Трибут је износио 350 византијских златника. Године 1181. Бартол и Вид помажу Млечанима да одрже своје поседе у Далмацији које напада угарски краљ Бела III. Браћа утврђују Крк у коме 1191. године изграђују замак са судницом и тамницом. Вид се као жив последњи пут помиње 1197. године. Тачан датум његове смрти није познат. Након Видове смрти, Бартол је наставио да влада Крком као млетачки поданик. Вид је имао сина Ивана I који га је наследио на поседима. Поред Ивана, имао је и сина Мартина.